# Stipa rohmooiana
Stipa rohmooiana är en gräsart som beskrevs av Henry John Noltie. Stipa rohmooiana ingår i släktet fjädergrässläktet, och familjen gräs. Inga underarter finns listade i Catalogue of Life.